# J. Peter Robinson
J. Peter Robinson (Buckinghamshire, Inglaterra, 16 de Setembro de 1945) é um compositor inglês que compôe as bandas sonoras de acção e comédia. Em 1988, J. Peter Robinson inicia a primeira colaboração com Roger Donaldson no filme: Cocktail (Cocktail) (1988). Com a parceria Robinson/Donaldson: Um Sedutor em Apuros (Cadillac Man) (1990), Indian - O Grande Desafio (The World's Fastest Indian) (2005) e O Golpe de Baker Street (The Bank Job) (2008).